# Turanosuchus
Turanosuchus — вимерлий рід паралігаторових крокодилоподібних. Він заснований на PIN 2229/507, частковій нижній щелепі, що складається з ділянки, де зустрічаються дві половини нижньої щелепи (симфіз нижньої щелепи). Цей зразок був знайдений у породах нижнього сантонського віку Бостобе Світа Шах-Шах, південний Казахстан. Turanosuchus був описаний в 1988 році Михайлом Єфімовим. Типовим видом є T. aralensis. Холлідей та ін. (2015) переглянули матеріал, приписуваний T. aralensis, і дійшли висновку, що він представляє недіагностичний неозухійський матеріал, і як такий рід вважається nomen dubium.
Skutschas, Rezvyi & Efimov (2015) вважають Turanosuchus aralensis молодшим синонімом Kansajsuchus extensus. Кузьмін та ін. (2019) вважали рід Turanosuchus молодшим синонімом роду Kansajsuchus; однак автори не впевнені, чи є T. aralensis молодшим синонімом K. extensus чи окремим паралігаторним таксоном (хоча тісно пов’язаним з K. extensus). Автори відзначили, що викопний матеріал, приписаний T. aralensis, демонструє єдину аутапоморфію K. extensus серед паралігаторів (обмеження лобової участі в орбітальному краї), але ця особливість різниться для зразків T. aralensis. Ця мінливість може або відображати онтогенетичну/індивідуальну варіативність цієї особливості, або вказувати на наявність таксону, відмінного від K. extensus.